# Вулиця Василя Тютюнника (Київ)
Ву́лиця Василя Тютюнника — вулиця в Печерському районі міста Києва, місцевості Нова Забудова, Черепанова гора, Саперне поле. Простягається від Ділової вулиці до вулиці Академіка Філатова.
Прилучаються вулиці Івана Федорова, Лабораторна, Лабораторний провулок, вулиця Євгена Коновальця, Новопечерський провулок, вулиці Єжи Ґедройця і Ковпака. Вулиця Василя Тютюнника на відрізку вулиця Євгена Коновальця — Новопечерський провулок перервана іншою забудовою.
Свого часу прилучалася також Новопрозорівська вулиця.

## Історія
Вулиця виникла в 30–40-х роках XIX століття на так званому Військовому шляху, що з'єднував Нову Забудову із Саперною слобідкою. Почала заселятися у середині XIX століття. Разом з теперішньою Еспланадною вулицею складала єдину вулицю і мала назву Прозорівська. Назва походила від прізвища фельдмаршала князя Олександра Прозоровського, перепохованого 1841 року в Київській Військово-Прозорівській Свято-Володимиро-Олександро-Невській церкві у вежі Васильківського укріплення Нової Печерської фортеці. У 1930-ті роки внаслідок будівництва стадіону (НСК «Олімпійський», у минулому — Червоний, згодом ім. М. С. Хрущова, пізніше — Республіканський стадіон) на відрізку між вулицями Саксаганського і Діловою утворилася перерва у проляганні Прозорівської вулиці. Назва Прозорівська вулиця була підтверджена 1944 року.
З 1950-х по 2018 роки мала назву за ім'ям французького комуніста — вулиця Анрі Барбюса.
Сучасна назва, на честь українського військового діяча, командувача Дієвої армії УНР у 1919 році Василя Тютюнника — з 2018 року.

## Забудова

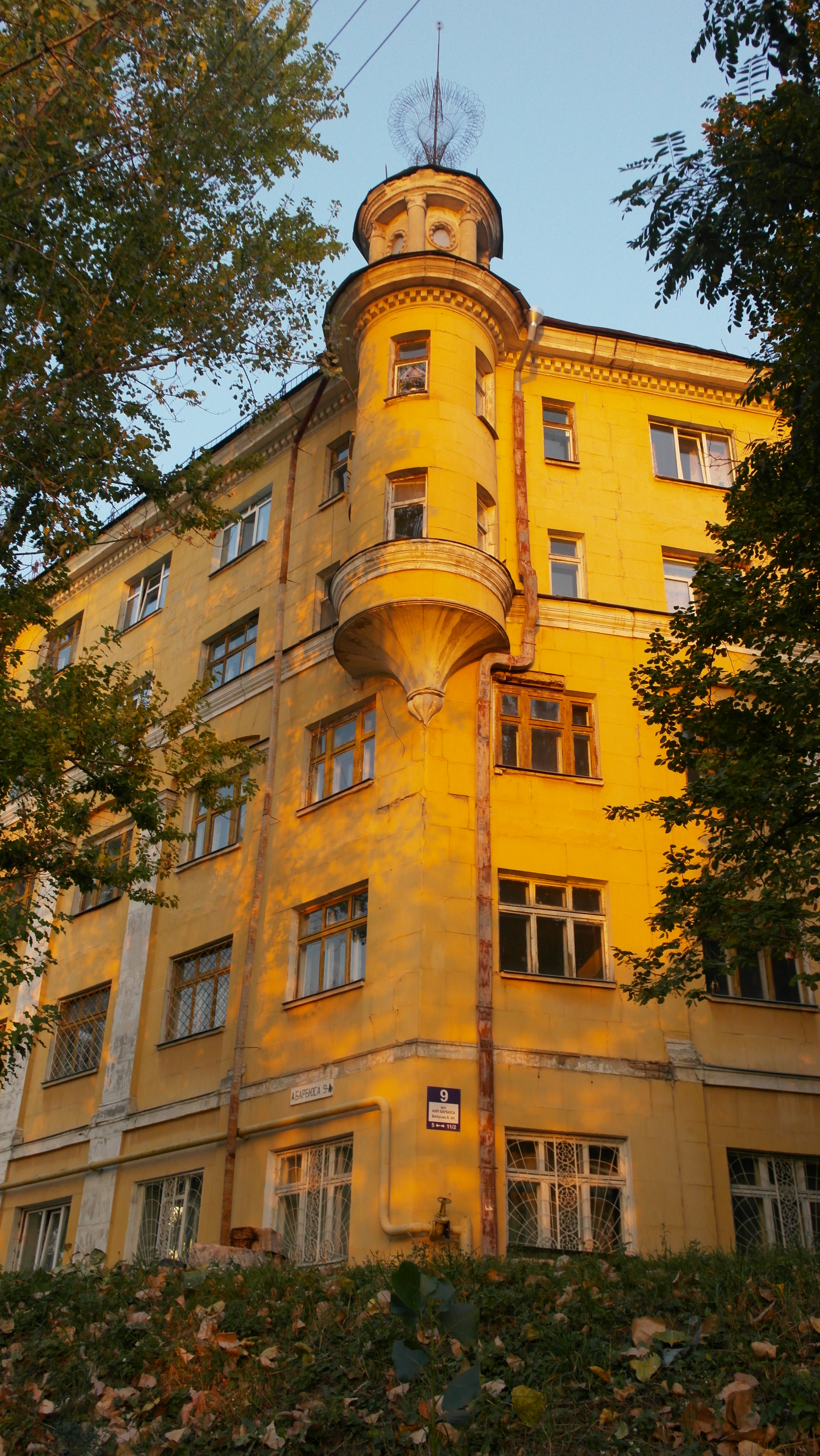
Геологорозвідувальний технікум, Київ, вул. Василя Тютюнника, 7

Первісна забудова часів Російської імперії майже повністю втрачена. Єдиний представник забудови того часу — будинок № 20. Дещо більше збереглося споруд 1930-х років — будинки № 5 та 5-А, № 13, № 28 (колишній дитячий садок), № 32 (споруда на території заводу «Радар») та № 39/2 — будівлі хлібзаводу № 4 (споруджені 1932 року, у 1970-х роках добудовано нові адміністративні та виробничі споруди)
Серед значних споруд, що були зруйновані, варто відзначити друкарню «Преса України» (№ 52/2). Підприєммство займало площу у 3,2 га, займало весь квартал між вулицями Василя Тютюнника, Філатова, Ковпака. Перші споруди були збудовані у 1930-х рр., у 1960–70-х рр. було докорінно перебудовано. Після 1991 року належало Державному управлінню справами. Складалося зі споруд — головний та два газетних корпуси, склади паперу, майстерні та інше. Друкарню було зруйновано в січні 2013 року для будівництва житлового комплексу «Французький квартал».
На вулиці переважає житлова забудова 1970–2010-х років, промислова забудова 1930–60-х років.

## Установи та заклади
- Київський славістичний університет (буд. № 9), недержавний вищий навчальний заклад IV рівня акредитиції.
- Київський геологорозвідувальний технікум (буд. № 9-а)
- Президія НУО Українського товариства охорони природи.